# Gedeon Burkhard
Gedeon Burkhard (Monaco di Baviera, 3 luglio 1969) è un attore e doppiatore tedesco.

## Biografia
Burkhard è figlio dell'attrice Elisabeth von Molo e di Wolfgang Burkhard che lo segue come manager. Di origini italo-albanesi, è il pronipote dell'attore Alessandro Moissi. Dal 2008 fino ad oggi, è felicemente fidanzato con Viviana Burkhard .
Gedeon recita dall'età di 10 anni e ha preso parte a circa una trentina di film. Di grande successo sono stati in particolare: Kleine Haie, per cui ha ricevuto il Premio del Cinema Bavarese come migliore attore nella parte di Ali nel 1992, e Donne senza trucco del 1993, film che ha ricevuto anch'esso grandi riconoscimenti.
Nel 1994 è nel cast de La piovra 7 - Indagine sulla morte del commissario Cattani nel ruolo del reporter Daniele Rannisi.
La fama di Gedeon è cresciuta in Europa e nel mondo però solo dopo la sua partecipazione al telefilm Il commissario Rex nel ruolo di Alex Brandtner.
Nel 1998, secondo un sondaggio del quotidiano Bild, è stato eletto dal pubblico come sex symbol tedesco dell'anno, dopo Oliver Bierhoff e Campino.
Nel 2005-2006 Gedeon è stato impegnato nelle pellicole cinematografiche Goldene Zeiten e The last train.
Nel settembre 2007 ha recitato nell'undicesima e dodicesima stagione della serie, messa in onda sul canale tedesco RTL, Squadra Speciale Cobra 11, di cui ha terminato definitivamente le riprese in novembre. Nello stesso anno Gedeon ha preso parte anche alla pellicola cinematografica Märzmelodie.
Nel 2008-2009 è stato impegnato nelle riprese del film Bastardi senza gloria di Quentin Tarantino, in cui ha la parte di un sergente austriaco di origini ebree e di nome Wilhelm Wicki. In Bastardi senza gloria Gedeon Burkhard ha recitato accanto all'altro divo tedesco Til Schweiger e alla famosa stella americana Brad Pitt.
Gedeon ha inoltre recitato, nel corso della sua carriera, a teatro in due commedie: Sechs Tanzstunden in sechs wochen (Sei ore di ballo in sei settimane) nel 2003 e Der Krawattenclub (Il club della cravatta) nel 2005, dedicandosi di tanto in tanto a qualche esperienza di doppiaggio in Germania, prestando la voce nel 2002 a Joaquin Phoenix nel noto film Signs  e nel 2007 a Paul Giamatti nel film The Illusionist - L'illusionista.
L'8 luglio 2010 è intervenuto al Roma Fiction Fest insieme al regista, a diversi membri del cast, alla troupe e agli sceneggiatori, per presentare Caccia al Re - La narcotici, serie televisiva diretta da Michele Soavi, che è stata trasmessa nel gennaio 2011 da Rai 1.
Nel 2011, dopo il successo della fiction, è entrato a far parte del cast dello show Ballando con le stelle in coppia con la ballerina Samanta Togni. Durante la gara, ha ballato in una prova a sorpresa con l'attrice Laura Glavan, che interpreta il ruolo della figlia del commissario protagonista nella serie La narcotici.

## Filmografia parziale

### Cinema
- Ritorno a Berlino (Der Passagier - Welcome to Germany), regia di Thomas Brasch (1988)
- Zwei frauen - Il silenzio del lago ghiacciato (Zwei Frauen), regia di Carl Schenkel (1989)
- Kleine Haie, regia di Sönke Wortmann (1992)
- Donne senza trucco (Abgeschminkt!), regia di Katja von Garnier (1993)
- Affären, regia di Jacques Breuer (1994)
- Magenta, regia di Gregory C. Haynes (1996)
- Wem gehört Tobias?, regia di Gloria Behrens (1996)
- In fuga a Venezia (2 Männer, 2 Frauen - 4 Probleme!?), regia di Vivian Naefe (1998)
- The Brylcreem Boys, regia di Terence Ryan (1998)
- Yu, regia di Franz Novotny (2003)
- Goldene Zeiten, regia di Peter Thorwarth (2006)
- Der Letzte Zug, regia di Dana Vávrová e Joseph Vilsmaier (2006)
- Märzmelodie, regia di Martin Walz (2008)
- Bastardi senza gloria (Inglourious Basterds), regia di Quentin Tarantino (2009)
- Inga Lindström: Un segno del destino (Millionäre küsst man nicht), regia di Dirk Regel (2010)
- Ludwig II, regia di Marie Noelle e Peter Sehr (2012)
- Inga Lindstrom - La Speranza In Un Amore (Inga Lindstrom: Wer, wenn nicht du), regia di Ulli Baumann (2013)
- Lacrime delle Dolomiti di Sesto (Tränen der Sextner Dolomiten), regia di Hubert Schönegger (2014)
- Sfumature di verità (Shades of Truth), regia di Liana Marabini (2015)
- Wrobiony, regia di Piotr Śmigasiewicz (2016)
- Lída Baarová, regia di Filip Renc (2016)
- Hexenjagd, regia di Sebastian Mattukat (2021)
- Windstorm 5 - Uniti per sempre (Ostwind - Der große Orkan), regia di Lea Schmidbauer (2021)

### Televisione
- Tante Maria, regia di Wolfgang Panzer – film TV (1981)
- Und ab geht die Post, regia di Georg Tressler – film TV (1981)
- Sangue e onore (Blut und Ehre: Jugend unter Hitler) – miniserie TV (1982)
- Nordlichter: Geschichten zwischen Watt und Wellen – serie TV (1983)
- Faber l'investigatore (Der Fahnder) – serie TV, episodio 2x18 (1988)
- La casa del guardaboschi (Forsthaus Falkenau) – serie TV, episodi 1x02-1x06 (1989)

- La bella addormentata (Šípková Ruženka), regia di Stanislav Párnicky – film TV (1989)
- Sekt oder Selters – serie TV (1990)
- The New Adventures of Black Beauty (1990) (Serie TV)
- Náhrdelník – serie TV (1992)
- Sommerliebe, regia di Iris Gusner – film TV (1993)
- Mein Mann ist mein Hobby, regia di Celino Bleiweiß – film TV (1993)
- Verliebt, verlobt, verheiratet – serie TV (1994)
- La piovra 7 - Indagine sulla morte del commissario Cattani, regia di Luigi Perelli – miniserie TV (1994)
- Der König – serie TV, episodio 1x06 (1994)
- Un caso per due (Ein Fall für Zwei) – serie TV, episodio 15x02 (1995)
- Soko 5113 – serie TV, episodio 12x05 (1996)
- Polizeiruf 110 (Die Gazelle), regia di Bodo Fürneisen – film TV (1996)
- Gefährliche Lust - Ein Mann in Versuchung, regia di Bodo Fürneisen – film TV (1998)
- Il commissario Rex – serie TV, 45 episodi (1998-2001)
- Inferno di fuoco (Superfire), regia di Steven Quale – film TV (2002)
- Zwei Affären und eine Hochzeit, regia di Michael Keusch – film TV (2002)
- Ci incontreremo ancora (We'll Meet Again), Michael Storey – film TV (2002)
- Das Bisschen Haushalt, regia di Sharon von Wietersheim – film TV (2003)
- Der Wunschbaum, regia di Dietmar Klein – miniserie TV (2004)
- Der Vater meines Sohnes, regia di Dagmar Damek – film TV (2004)
- Utta Danella — serie TV, episodio 1x11 (2005)
- 1200° - La verità in fondo al tunnel (Der Todestunnel - Nur die Wahrheit zählt), regia di Dominique Othenin-Girard – film TV (2005)
- Utta Danella: Un amore a Venezia (Utta Danella Eine Liebe in Venedig), regia di Marco Serafini – film TV (2005)
- Squadra speciale Lipsia (SOKO Leipzig) – serie TV, 6x12-6x13 (2005)
- Squadra Speciale Cobra 11 (Alarm für Cobra 11 – Die Autobahnpolizei) – serie TV, 22 episodi (2007-2008)
- Caccia al Re - La narcotici, regia di Michele Soavi – miniserie TV (2011)
- Hamburg Distretto 21 – serie TV, episodio 8x11 (2013)
- Sfida al cielo - La narcotici 2, regia di Michele Soavi – miniserie TV (2015)
- Un ciclone in convento (Um Himmels Willen) – serie TV, 7 episodi (2017)
- Blutige Anfänger – serie TV, 5 episodi (2020)

## Doppiatori italiani
- Roberto Certomà in Il commissario Rex, Squadra Speciale Cobra 11, Eine Liebe in Venedig, Superfire, Das bisschen Haushalt, Inga Lindström - Millionäre küsst man nicht, Squadra speciale Lipsia, Un ciclone in convento
- Vittorio Guerrieri ne Il commissario Rex (ep. 1.09)
- Roberto Pedicini in La narcotici
- Alessandro Budroni in Bastardi senza gloria
- Francesco Bulckaen in La bella addormentata
- Massimo De Ambrosis ne La piovra 7